# Copa Asiática de Fútbol Playa 2021
La Copa Asiática de Fútbol Playa 2021 sería la ronda clasificatoria de Asia para la Copa Mundial de Fútbol Playa FIFA 2021 que se jugó en Rusia en  2021. El torneo se llevaría a cabo originalmente en Tailandia.  Originalmente estaba programado para jugarse entre el 18 y el 28 de marzo de 2021. El 10 de noviembre de 2020, la AFC aprobó la propuesta de trasladar el torneo entre el 28 de abril y el 8 de mayo de 2021 para dar a los equipos más tiempo para prepararse para el torneo debido a la pandemia de COVID-19. Sin embargo, el torneo finalmente fue cancelado, con el anuncio oficial hecho por la AFC el 25 de enero de 2021, y Tailandia albergaría la próxima edición en 2023.
Los tres mejores equipos calificarían al mundial de 2021.
El 21 de abril de 2021, la AFC anunció que acordaron utilizar un sistema de puntos que clasifica las actuaciones de los ocho mejores equipos del continente en las últimas tres ediciones del Campeonato de Fútbol playa de la AFC (2015, 2017, 2019). Según la clasificación del sistema de puntos, Japón, Omán y Emiratos Árabes Unidos fueron nominados como representantes de la AFC en la Copa Mundial de 2021.

## Participantes
Inicialmente se esperaba la participación de un total de 16 equipos. Japón son los campeones defensores.
- Japón[7]
- Omán[7]
- Emiratos Árabes Unidos[7]

## Clasificados a la Copa Mundial de Fútbol Playa de 2021
| Bandera de Omán | Bandera de Japón | Bandera de Emiratos Árabes Unidos |
| Omán            | Japón            | Emiratos Árabes Unidos            |
| --------------- | ---------------- | --------------------------------- |

## Rerefencias
1. ↑  «The Lebanese Beach Soccer National Team prepare for the 2021 AFC Asian Championship in Thailand» (en inglés). Fa Lebanon. 24 de junio de 2020.
2. ↑  «AFC postpones AFC Women’s Futsal Championship 2020 and AFC U-20 Futsal Championship 2021» (en inglés). VFF. 24 de abril de 2020.
3. ↑  «AFC Futsal and Beach Soccer Committee approves new competition dates» (en inglés). The AFC. 10 de noviembre de 2020.
4. ↑  «آسيوي" يبلغ الاتحاد اللبناني بمواعيد بطولاته الجديدة"» (en árabe). The IFA. 15 de enero de 2021.
5. ↑  «Latest update on AFC Competitions in 2021» (en inglés). The AFC. 25 de enero de 2021.
6. ↑  «"AFC Beach Soccer Championship 2021 Competition Regulations"» (en inglés). The AFC. Consultado el 24 de abril de 2021.
7. 1 2 3  «Latest update on AFC representatives for upcoming FIFA competitions» (en inglés). The AFC. 21 de abril de 2021.